# شعيبة (تصنيف)
الشعيبة (بالإنجليزية: Subphylum)‏(Subphylum)، هي مرتبة تصنيفية تقع مباشرةً تحت مرتبة الشعبة (Phylum).  
أما في تصنيف الفطريات والنباتات، فتُعادل مرتبة التقسيم الفرعي (Subdivision) مرتبة الشعيبة في التصنيف الحيواني. ومع ذلك، اعتمد بعض علماء تصنيف النبات استخدام مصطلح الشعيبة أيضًا. فعلى سبيل المثال، صُنفت أحاديات الفلقة (Monocotyledons) كشعيبة ضمن شعبة كاسيات البذور (Angiospermae)، بينما صُنفت الفقاريات (Vertebrates) كشعيبة ضمن شعبة الحبليات (Chordata).

## المرتبة التصنيفية
الشعيبة (Subphylum) هي مرتبة تصنيفية تُعتبر:  
- تابعة لمرتبة الشعبة (Phylum).

- أعلى من مرتبة تحت الشعيبة (Infraphylum)، والتي بدورها تفوق مرتبة الشعيبة الدقيقة (Microphylum) في التسلسل التصنيفي.

في الحالات المناسبة، يمكن تقسيم الشعيبة إلى تحت شعيبيات (Infraphyla)، وتُعتبر تحت الشعيبة مرتبة أعلى من أي صف (Classes) أو فوق صف (Superclasses) في التسلسل الهرمي للتصنيف.

## أمثلة
ليست جميع شعب الحيوانات مقسمة إلى شعيبيات، ولكن من بين الشعب التي تُقسم إلى شعيبيات ما يلي:
مفصليات الأرجل، وتشمل عدة شعيبيات:
- (ثلاثية الفصوص).
- (كلابيات القرون).
- (كثيرات الأرجل).
- (سداسيات الأرجل).
- (القشريات).

ذراعيات الأرجل وتقسم إلى شعيبيات:
- اللينغوليفورميا [الإنجليزية].
- الكراينيفورميا [الإنجليزية].
- مخطميات الشكل

الحبليات (Chordata) وتقسم إلى:
- (الغلاليات).
- (الرأس حبليات).
- (الفَقاريات) وهي أكبر شعيبة ضمن هذه الشعبة.

أمثلة على تحت الشعيبيات (Infraphyla):
- (الفطريات المخاطية).
- (الفكيات).
- (اللافكيات).